# Songs from the Highway
Songs from the Highway è il decimo album in studio del cantautore statunitense Neal Morse, pubblicato il 14 aprile 2007 dalla Radiant Records.

## Tracce
Testi e musiche di Neal Morse.
1. Isaiah 60 – 5:15
2. There Is Nothin' That God Can't Change – 5:46
3. That Crutch – 3:45
4. I Dreamed of a River – 5:06
5. Talking Mega-Church Blues – 7:12
6. You Can Be Delivered – 4:11
7. Resurrection Ground – 4:57
8. What He's Done for Me – 4:30
9. Prayer for Germany – 5:48
10. Make Me a Dishwasher – 3:07
11. Pierce My Heart – 3:51
12. Maybe If We Praise Him – 3:01

## Formazione
- Neal Morse – voce, chitarra acustica